# Baharampur
Baharampur – miasto w Indiach, w stanie Bengal Zachodni. W 2011 roku liczyło 304 487 mieszkańców.